# Monte Albernas

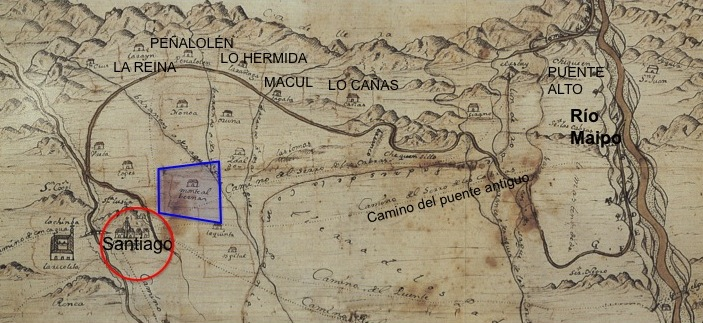
Figura 1. Esquema del Llano del Maipo en 1746. Se indican como referencia en letra negrita algunos nombres de tierras o chacras históricas de Santiago, el río Maipo, la ciudad propiamente tal y el Camino real del Puente Antiguo (en el plano aparece como camino de las Cabras). El cuadro azul señala la localización indicada en este plano de las tierras de Monte Albernas de la orden de San Francisco.

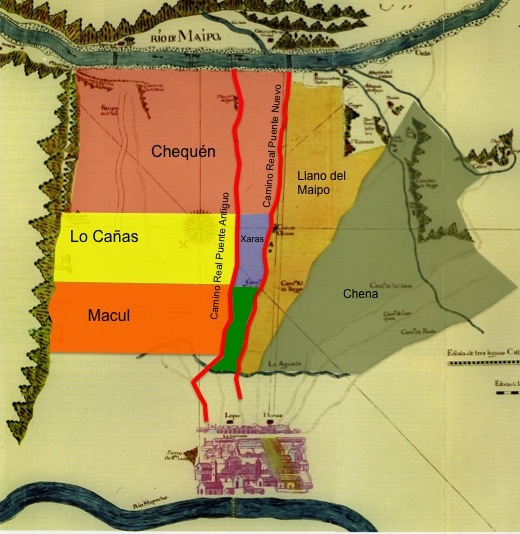
Figura 2. Localización exacta de las tierras de Monte Albernas. Se observa en trazado rojo el Camino real del Puente Antiguo y del Camino real del Puente Nuevo del Maipo. En color violeta se muestra un terreno de la familia Jaraquema denominado tierras de los Xaras e inmediatamente al norte de él las tierras de la hacienda del Convento de San Francisco denominada Monte Albernas (en verde).

Se denominaba Monte Albernas a una chacra o hacienda que poseía la Orden Franciscana en Santiago de Chile durante el siglo XVIII e inicios del siglo XIX. Estas tierras estaban ubicadas en la zona sur de la ciudad de Santiago de Chile conocida como llano del Maipo o Tierras de Lepe y tenían una extensión de entre 13 y 14 cuadras en área cerca del año 1800 (aprox. 21 Ha), aunque probablemente en su origen hayan tenido una superficie bastante mayor.

## Historia y localización geográfica
En documentos oficiales de la orden aparece como Domus Montis Alverniae (llamadas por el vulgo "El Conventillo"). El único plano del período colonial que las localiza es un plano de 1746 (ver Figura 1). Sin embargo, su localización en dicho plano no es correcta, pues ellas se emplazaban al poniente del Camino real del Puente Antiguo, hoy Avenida Vicuña Mackenna (ver Figura 2). Según referencias geográficas actuales estas tierras estaban ubicadas aproximadamente entre las avenidas Carlos Valdovinos (norte), Departamental (sur), Santa Rosa (poniente) y Vicuña Mackenna (oriente). Estas tierras se localizaban inmediatamente adyacentes por el oriente de la zona denominada en esa época Llano del Maipo. Su nombre aparece por primera vez con fecha 18 de agosto de 1731 en el libro Provincia del 9.º Definitorio del Capítulo Provincial, donde se le denomina «hacienda». Se usaban para mantención de animales que recibían los padres franciscanos como limosna. 

## Origen del nombre
Su nombre deriva del Monte Alvernia, situado en Italia, a unos 160 km de Asís. A dicho monte italiano San Francisco subió por primera vez, probablemente, en la primera mitad de agosto de 1224. La belleza del lugar y algunos signos que el Señor le manifestó lo animaron a quedarse allí un mes y medio, del 15 de agosto (La Asunción) al 29 de septiembre, ayunando en honor del San Miguel arcángel. A mitad de septiembre, después de la visión de Jesucristo en forma de serafín, se le quedaron impresos en su cuerpo los signos de la pasión (estigmas), con los que vivió desde entonces hasta su muerte.

## Destino
Estas tierras fueron anexadas posteriormente a inicios del siglo XIX a la hacienda de Macul. Esta nueva sección de la hacienda de Macul se transformó casi enteramente en la actual comuna de San Joaquín (Chile) que incluye al sector denominado La Legua.